# Jacqueries

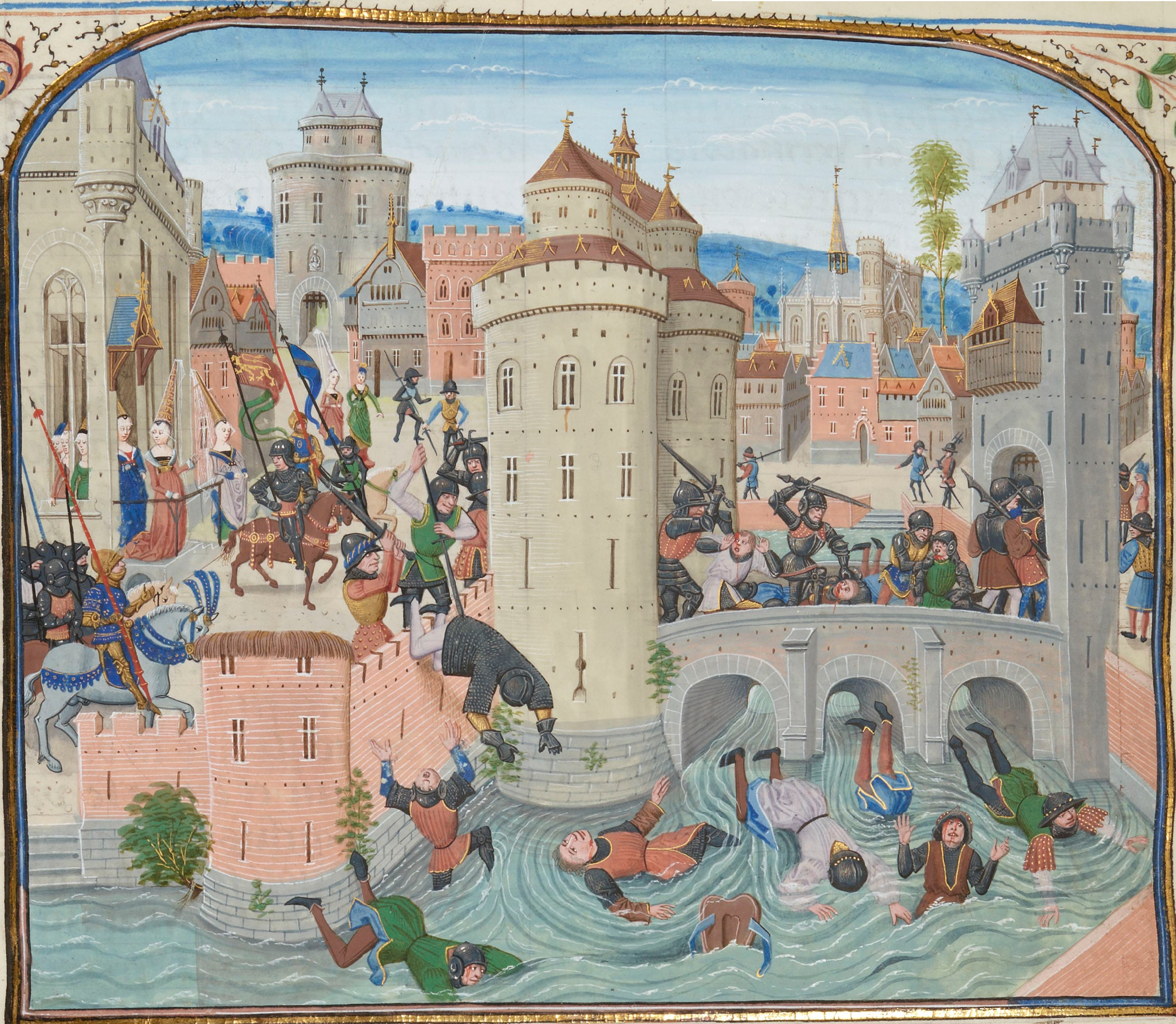
Representação de uma jacquerie presente em Crónicas de Jean Froissart.

Jacquerie é um termo utilizado para designar revoltas camponesas de cunho violento por parte dos revoltosos, que geralmente eram respondidos por igual brutalidade por parte dos nobres. As sublevações camponesas mais conhecidas são as da Idade Média, principalmente no norte da França, em 1358, além das jacqueries modernas, que – em certos aspectos – se assemelham com as revoltas medievais, com relação a seus antecedentes. Algumas das revoltas camponesas modernas que podem ser consideradas jacqueries foram: os Pitauts, os Croquants e os Descalços, que serão abordados adiante. 
Existem diversas causas aceitas para os conflitos. Entretanto, aspectos fundamentais assemelham as causas tanto das jacqueries medievais quanto das modernas: a inferiorização do camponês, principalmente a partir do século XIII. “Isso fica claro quando se analisa a evolução dos termos aplicados ao camponês: pouco a pouco, um sentido pejorativo tomou conta do universo semântico que definia o homem da terra, especialmente as palavras rusticus – camponês, mas desde o século VI como sinônimo de ignorante, iletrado, em suma, a massa desprovida de cultura – e villani (vilão) – originalmente apenas residente da villa; no século XIV, no entanto,  com o sentido de fealdade moral”.

## Etimologia
Há diversos relatos para o surgimento do termo Jacquerie como sinônimo de levante camponês. O mais aceito é o que diz que o termo surgiu a partir da revolta francesa de 1358. O principal motivo para o início dessa sublevação camponesa, para o historiador francês Georges Duby, foi a taxação de impostos. Além disso, a condição da França e da Europa num geral se tornaram propício para o surgimento de revoltas nessa época: o país passava por uma guerra (Guerra dos Cem Anos), a Peste negra já tinha dizimado grande parte da população do continente, e a região passava por uma crise de abastecimento.
 O nome Jacquerie é uma derivação de Jacques Bonhomme, apelido dado pelo cronista medieval Jean Froissart a Guillaume Cale, suposto líder do levante do levante em questão. A expressão jaccques, que antes tinha um significado paternalista, assim como rusticus e villani, passa a ser usada de modo pejorativo para se referir aos camponeses, num tom de insulto, e a palavra jacquerie é utilizada para designar uma rebelião camponesa de cunho violento contra a nobreza.

## Possíveis Antecedentes
O século XV foi marcado por um rápido crescimento e desenvolvimento agrícola. O crescimento da agricultura, nesse período, foi mais veloz que o da população o que explicaria uma situação de “boa” alimentação dos camponeses da época.
O quadro “bom” do século XV muda de direção no século posterior. O século XVI trouxe uma crise de crescimento agrícola, a produção agrícola não conseguiu acompanhar o crescimento populacional pós peste. A alta do crescimento populacional, mostrada pelo aumento do pagamento de dízimos e a baixa do crescimento agrícola geraram um terreno fértil para o desenvolvimento de crises.
Essas crises afetaram de forma muito mais significativa os camponeses franceses, que foram atingidos de todos os lados; houve aumento de impostos e, além disso, “Os campos franceses de 1550 estão na verdade superpovoados, pobres quanto ao seu efetivo humano (…)”. O aumento de impostos, o superpovoamento do campo, tudo isso causado pela forte crise trazida no século XVI gera um forte descontentamento por parte dos camponeses e, possivelmente, e é aí que essas revoltas modernas se assemelham com as medievais, esses antecedentes foram o estopim para as Jacqueries modernas.

## Os Pitauts
Foi uma revolta (1548) que reuniu milhares de camponeses. Além disso, ela se apresenta como um episódio muito importante da História Social e, em algumas interpretações, foi um prolongamento de um descontentamento dos camponeses com impostos. 

O objetivo da revolta dos Pitauts era a extinção ou a diminuição da gabela, um imposto cobrado sobre o sal. A revolta passa para ilegalidade devido a alguns fraudadores que driblavam a fiscalização dos “cavaleiros do sal”. O trabalho desses “cavaleiros do sal” era garantir o pagamento da gabela.
"Nascido na esteira de uma convulsão local, o levante dos Pitauts, a partir do fim de junho ou do início de julho de 1548, é uma resposta à abolição dos privilégios locais em Angoumois, onde até pouco antes não se pagava a gabela."
Alguns camponeses que se recusavam a pagar a gabela passaram a ser presos por patrulhas. Essas prisões causaram uma reação defensiva por parte de outros que faziam parte da comunidade, os camponeses e párocos saíram em defesa daqueles que estavam presos.

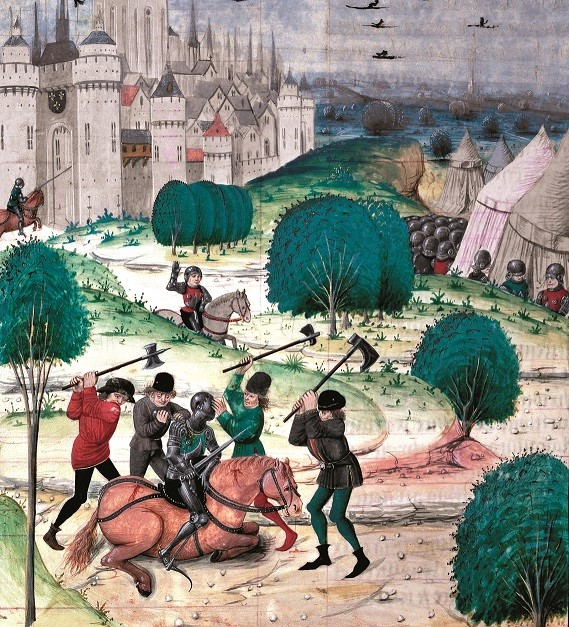
Crónicas de Jean Froissart.

A revolta dos Pitauts é perpassada por um forte desejo de justiça social. Eles “protestam contra toda política fiscal da monarquia, e contra os aumentos recentes da talha (...). ” Além disso, a revolta dos Pitauts possuía um caráter antimilitarista. Como dito anteriormente, o objetivo da revolta era o fim da gabela ou uma cobrança mais leve desse imposto sobre o sal. Os Pitauts conseguem que, de início, as gabelas sejam amenizadas e finalmente extintas no ano de 1550.

## Os Croquants
Essa revolta se iniciou em Limousin, uma região de relativa ausência de cidades. Os camponeses passaram a se organizar em paróquias, armar-se – sem a permissão dos seus senhores - e a saírem em guerra contra os salteadores.     
No início o movimento se espalha pela região de Périgord. Os camponeses, como não tinham a proteção representada por muros de uma cidade ou aldeia, se organizavam para defender uns aos outros e tentar impedir ações de bandidos
A tomada de decisões desse movimento acontecia, de certa forma, democraticamente. “(...) os síndicos de paróquia vão de grupo em grupo e de barrica em barrica para debater a decisão dos bebedouros, que, assim, serão democraticamente adotadas. ”
Em julho de 1594, com a nobreza realizando um massacre sobre os revoltosos, o movimento dos Croquants se inicia. Em agosto do mesmo ano, o grupo de Croquants que sobreviveu ao massacre ataca o barão de Gimel, um nobre que controlava a região.

O movimento se aquece novamente em julho de 1595. Nessa data os revoltosos se organizam de novo em grupos armados e em setembro de 1595 atacam as fazendas dos nobres para realizarem os trabalhos de colheita que necessitavam. Esse movimento, Os Croquants, chegou em regiões que ultrapassam Limousin e Périgord. As regiões de Marche e de Quecy tiveram contato com esse movimento. A elite das regiões participava das revoltas e, em certo sentido, possuíam um papel importante.
"As estatísticas de Yves Marie Bercé insistem no papel das elites locais, manifestamente próximas dos camponeses, como leadership da “Resistência”: há, de fato, entre os chefes conhecidos dos Croquants, sete práticos (pequenos juristas), quatro juízes, um procurador, um notário, um advogado, dois nobres e um médico."
Outra vez os alvos dos camponeses são os impostos. A revolta dos Croquants encontra seus principais alvos nos agentes de fisco, na talha e nos subsídios excessivos. Para os revoltosos os bandidos eram esses agentes que cobravam impostos. Eles ainda defendiam uma distribuição dos dízimos arrecadados na igreja para “complementar” as necessidades da comunidade e uma fiscalização da nobreza. Essas características geraram uma reação violenta da nobreza, que massacra os revoltosos.

## Os Descalços
No período anterior à 1624, devido à uma relativa estabilidade, os movimentos camponeses se acalmam, mas essa calmaria não continuaria por muito tempo. Com o aumento da carga fiscal imposta pelo Bispo Richelieu, que vem junto a um período de surto da peste e uma baixa dos preços agrícolas – o que prejudica a renda dos camponeses – os movimentos camponeses se inflamam novamente e é nesse contexto que o movimento dos Descalços surge.
A gabela, um imposto sobre o sal, é o que dá início ao movimento. A revolta começa em 16 de julho de 1639, os salineiros temiam que – a partir da instauração da gabela – a “indústria de sal”, de onde tiravam seu sustento, fosse extinta. Esses trabalhadores partem em direção a Avranches e massacram um funcionário do governo que supostamente estaria com as ordens de instauração da gabela. Depois desse primeiro assassinato o movimento passa a ganhar força na periferia, diversos camponeses prejudicados pela instauração da gabela, passam a participar dos Descalços. 

As bases do movimento eram organizadas a partir das paroquias regionais, 37 das 97 paroquias da região participaram da ação de massa e da formação do “exercito” do movimento. O movimento recebia ajuda dos de uma nobreza velha da região que estava sendo prejudicada a partir da ação dos agentes do governo, como os agentes de fisco. O movimento dos Descalços não tem como inimigo o senhor e sim o confisco de bens, impostos e os agentes que realizam essas tarefas.
"É o funcionário escolhido, o recebedor de talhas, o arrendatário do sal que compram as terras e as senhorias dos velhos nobres insolventes e que, por isso, polarizam o ódio deles, e atraem para si, da mesma maneira, o desprezo (...) da massa camponesa, que vê com antipatia os novos donos."
O movimento dos Descalços se diferencia dos outros movimentos no sentido de que ele não contesta as bases da sociedade vigente, o caráter do movimento – sobretudo – se apresenta como saudosista, ou seja, de retomada do passado da Normandia, região onde se localiza os revoltosos. 